# Prihova, Nazarje
Prihova este o localitate din comuna Nazarje, Slovenia, cu o populație de 185 de locuitori.